# Aeroclube de Pernambuco
O Aeroclube de Pernambuco (IATA: ***, ICAO: SNEM) é um aeródromo localizado no bairro do Pina na cidade de Recife, estado de Pernambuco. Situado a 4 quilômetros da centro do Recife. É um importante ponto de apoio para os aeronautas do Estado, que precisam de pouso na região, mas que por questões de incompatibilidade econômica com o Aeroporto Internacional do Recife utilizam a pequena pista para pousos e decolagens.
É cercado por um ecossistema de manguezal, onde também fica situada a bacia marítima no Pina e colado ao Convento de São Félix, onde hoje encontra-se sepultado o corpo de Frei Damião.
O Aeroclube de Pernambuco além de pista de pouso e decolagem de aviões de pequeno porte, é um local onde também se realizam eventos festivos e competitivos. Nele funcionam as principais empresas de taxi-aéreo do estado. No entanto, as operações de pouso e decolagem foram paralisadas em função da retomada do terreno para as obras de implantação da VIA MANGUE. As aulas que aconteciam no aeroclube agora são lecionadas no hangar doado pelo governo do estado, que se encontra no Aeroporto Internacional do Recife, para onde também foram levadas as aeronaves do aeroclube.

## História
A criação do Aeroclube de Pernambuco remonta às primeiras décadas do século XX, mais especificamente ao período anterior à 2ª Guerra Mundial, quando o país necessitava de um local específico que formasse pilotos habilitados a comandar os aviões de guerra. A fundação da entidade, como um espaço destinado à formação de oficiais, teve lugar no dia 15 de março de 1940, e seu endereço é o seguinte: Rua Tomé Gibson s/n°, Encanta Moça, no bairro do Pina, no Recife.
Os pernambucanos costumavam chamar de Encanta Moça a ilha formada, na bacia do Pina, por um dos braços do Rio Capibaribe. E, no tempo em que a aviação do Estado ainda não possuía um campo adequado de pouso e decolagem para receber os pequenos aviões, alguns pilotos franceses descobriram a utilidade daquela ilha para esse fim.
Cabe lembrar o fato de que, nas décadas de 1920 e 1930, os hidroaviões predominavam sobre os aviões com base terrestre, já que os primeiros tinham a vantagem de não necessitar de pistas dispendiosas de concreto para pousar. Sendo assim, os hidros utilizavam a Bacia do Pina.